# Achém Besar
Achém Besar (em indonésio: Aceh Besar) é uma kabupaten (regência) da província de Achém, na Indonésia. A capital é a cidade de Jantho.